# 장화 (1907년)
장화(중국어 간체자: 江华, 정체자: 江華, 병음: Jiāng Huá, 1907년 8월 1일 ~ 1999년 12월 24일)는 중화인민공화국의 정치인이자 전직 최고인민법원장이다.

## 생애
장화는 후난성 장화 야오족 자치현에서 태어났으며 중국 공산당 저장성 제1서기를 지냈다. 그 후 1975년부터 1983년까지 최고인민법원장을 맡았으며 사인방의 형벌을 집행하는 과정에서 크게 활약하였다.